# 托洛
托洛（義大利語：Tollo），是意大利基耶蒂省的一个市镇。总面积14.88平方公里，人口4214人，人口密度283.2人/平方公里（2009年）。ISTAT代码为069090。